# Rice Bastion
Rice Bastion ist ein rund 1700 m hoher und wuchtiger Berg mit kleiner Gipfelkrone im Grahamland auf der Antarktischen Halbinsel. Er ragt 13 km südwestlich des Mount Elliott am Rand des Detroit-Plateaus auf.
Vermessungen des Falkland Islands Dependencies Survey (FIDS) zwischen 1960 und 1961 dienten seiner Karteriung. Das UK Antarctic Place-Names Committee benannte ihn nach Lee Rice (1927–2010), der von 1957 bis 1958 für den FIDS auf der Station in der Hope Bay sowie in diesem Gebiet tätig war.